# Cimarron (Colorado)
Pour les articles homonymes, voir Cimarron.
Cimarron est une localité américaine située dans le comté de Montrose, au Colorado.
Elle est située à la bordure sud de la Curecanti National Recreation Area. À l'intérieur de cette aire protégée, près de l'un de ses offices de tourisme, se trouve une exposition en plein air de matériel roulant ferroviaire d'intérêt patrimonial. Les wagons bétaillers dits Denver & Rio Grande Western Railroad Stock Car No. 5620 et No. 5679D voisinent avec le Denver & Rio Grande Railroad Box Outfit Car No. 04414, un wagon couvert, mais aussi avec le Rio Grande Southern Railroad Derrick Car, un wagon-grue. Tous quatre sont inscrits au Registre national des lieux historiques.